# Bosch Pensionsfonds
Die Bosch Pensionsfonds AG ist ein deutscher Pensionsfonds mit Sitz in Stuttgart. Die mit über 5,7 Milliarden Euro an verwalteten Kapitalanlagen zu den größten deutschen Pensionsfonds gehörende Einrichtung wurde 2002 gegründet und gehört zur Robert Bosch GmbH.

## Geschichte und Hintergrund
Im Zuge der Rentenreform 2002 wurden Pensionsfonds als fünfter Durchführungsweg für die Betriebliche Altersvorsorge in Deutschland zugelassen. Nachdem mit Chemiepensionsfonds und dem Pensionsfonds für die MetallRente erste branchenweite Einrichtungen gegründet wurden, war die Robert Bosch GmbH gemeinsam mit der Deutschen Telekom eines der ersten Unternehmen, die noch im selben Jahr einen unternehmenseigenen Pensionsfonds für die Pensionszusagen gründete. Waren zunächst nur Mitgliederbeiträge bei der Entgeltumwandlung vorgesehen, so wurde dies 2006 im Zuge einer Überarbeitung der betrieblichen Altersvorsorge in Folge der nationalen Umsetzung der europäischen Pensionsfondsrichtlinie auf Firmenbeiträge erweitert. Entsprechend wurde für das verwaltete Anlagevermögen eine Überschreitung von 500 Millionen Euro erwartet. 2011 überschritten die Beitragseinnahmen erstmals 200 Millionen Euro, dabei wurden sukzessive die Altersvorsorge weiterer Unternehmen der Bosch-Gruppe in das Angebot integriert. Im Zuge der Novellierung des Versicherungsaufsichtsgesetzes wurde 2016 eine Fondsrente eingeführt, bei der der Fonds den Verrentungszins nicht mehr in Abhängigkeit zum Höchstrechnungszins bestimmen muss, sondern diesen selbst anhand der erwarteten Rendite der Kapitalanlage festlegt.
Im Zuge des Verkaufs der Bosch-Tochter SEG Automotive Germany an Zhengzhou Coal Mining Machinery und China Renaissance Capital Investment Ende 2017 wurden die diesbezüglichen Altersvorsorgezusagen vom Bosch Pensionsfonds auf den Willis Towers Watson Pensionsfonds übertragen.
Als privatwirtschaftliches Unternehmen der betrieblichen Altersvorsorge wird der Pensionsfonds von der Bundesanstalt für Finanzdienstleistungsaufsicht beaufsichtigt, die hierfür im Sinne des Versicherungsaufsichtsgesetzes zuständig ist. Sofern im Pensionsfonds eine aufsichtsrechtliche Unterdeckung entsteht, ist die jeweils auslagernde Gesellschaft der Robert-Bosch-Gruppe zu einem entsprechenden Nachschuss verpflichtet.